# Vindiciano di Cambrai e Arras
Vindiciano (Bullecourt, 620 circa – Bruxelles, 11 marzo 700) fu vescovo di Cambrai e Arras. Il suo culto, con il titolo di santo, è attestato almeno dal X secolo.

## Biografia
Le prime scarne informazioni relative a Vindiciano risalgono alla Vita Maxellendis risalente al IX o al X secolo. L'autore delle Gesta episcoporum Cameracensium, risalenti alla metà dell'XI secolo, attesta che non esistono vite antiche del santo e fornisce le prime notizie sulla sua vita e i suoi miracoli.
Era probabilmente figlio del signore di Bullecourt. In gioventù era solito ritirarsi in preghiera a Saint-Aubin e, conosciuto Eligio, vescovo di Noyon, ne divenne discepolo. Fu tonsurato e ordinato prete da Autberto, vescovo di Cambrai e Arras, e divenne arcidiacono della cattedrale: come tale, quando Autberto si ritirò per prepararsi alla morte, assunse il governo della diocesi e, quando nel 669 il vescovo morì, gli succedette e fu consacrato nel 670.
Compì numerosi viaggi a scopo missionario e fece la traslazione delle reliquie della vergine e martire Massellenda; era presente come testimone quando il vescovo Amando dettò il suo testamento e protestò contro il re merovingio Teodorico III per l'assassinio (ordinato o, almeno, ispirato da sovrano) del vescovo Leodegario. Traslò i resti di Leodegario, onorato come martire, a Saint-Vaast.
Morì a Bruxelles mentre compiva uno dei suoi abituali viaggi di apostolato e ispezione.
Fu sepolto, secondo le sue indicazioni, a Mont-Saint-Éloi, dove in gioventù era solito ritirarsi in preghiera insieme a Eligio e dove aveva stabilito una comunità monastica.

## Il culto
Quando Mont-Saint-Éloi fu attaccata dai Normanni, nel 940 il vescovo Fulberto fece traslare le sue reliquie. I suoi resti furono oggetto di numerosi altri trasferimenti (nel 1030 furono portate nella chiesa di Notre-Dame di Cambrai, nel 1419 a Douai e poi a Notre-Dame di Arras, nel 1453 nuovamente a Mont-Saint-Éloi, poi ancora ad Arras durante gli scontri tra Filippo II ed Enrico II e nel 1601 a Mont-Saint-Éloi. Dopo la distruzione di Mont-Saint-Éloi durante la Rivoluzione francese, le reliquie furono definitivamente collocate nella cattedrale di Arras.
I papi arricchirono di indulgenze il culto delle reliquie di Vindiciano nel 1252, nel 1453 e nel 1455.
Il suo elogio si legge nel Martirologio romano all'11 marzo.